# Xing Huina
Xing Huina (Weifang, 25 de fevereiro de 1984) é uma atleta e corredora de longa distância chinesa, campeã olímpica dos 10000 m em Atenas 2004.
Nascida numa família de fazendeiros do interior da China, ela começou a praticar o atletismo na escola. Foi selecionada para integrar a a equipe nacional chinesa após conseguir dois bons desempenhos nos 1500 m e nos 5000 m no campeonato nacional de 2001, e passou a ser treinada pelo técnico Wang Dexian. Em 2002, conquistou a medalha de bronze nos 10000 m dos Jogos Asiáticos de Busan, na Coreia do Sul, com 31m42s. Em 2003, com 18 anos, chegou em sétimo na prova do Campeonato Mundial de Atletismo de Paris, quebrando o recorde mundial júnior dos 10000 m (30m21s5).
Seu grande momento veio nos Jogos de Atenas 2004, quando conquistou a medalha de ouro correndo as últimas voltas finais contra três etíopes, derrotando Ejagayehu Dibaba e Derartu Tulu com um sprint na reta de chegada e pondo um fim ao domínio olímpico da Etiópia nesta prova, com um tempo de 30m24s3.
Em agosto de 2005, Huina disputou os 5000 e os 10000 m do Campeonato Mundial de Atletismo de Helsinque sem conseguir medalhar. Em outubro, a chinesa Sun Yingjie, companheira de equipe e medalha de bronze no Mundial de agosto, testou positivo para androsterona nos Jogos Nacionais da República Popular da China, o mais importante evento multiesportivo do país, e foi banida por dois anos. Wang Dexian, técnico das duas e de toda a equipe feminina de corrida de longa distância, caiu em desgraça e também foi suspenso por dois anos. Isto deixou Xing sem técnico até agosto de 2006, ficando completamente fora de forma atlética de alto nível, e, machucando-se posteriormente, não conseguiu classificação para disputar os Jogos de Pequim 2008.
A falta de orientação técnica por um período prolongado somado a nova contusão na perna, sem resultado mesmo sendo tratada nos Estados Unidos, impediram a chinesa de participar dos Jogos Nacionais de 2009 e até 2012 ela não mais competiu em grandes eventos.